# Баньху
Баньху́ (кит. упр. 板胡) — китайский струнный смычковый инструмент, разновидность хуциня. Корпус из усечённой скорлупы кокосового ореха прикрыт тонкой деревянной декой. Длинная безладовая шейка оканчивается головкой с колками. Общая длина около 700 мм. Струн две, настраиваются в квинту (d2 – a1). Хроматический диапазон модернизированного инструмента — c1 — e4. Исполнитель нажимает на струны пальцами левой руки, не прижимая их при этом к шейке.
Традиционный баньху использовался преимущественно в качестве аккомпанирующего инструмента в северно-китайской музыкальной драме. В XX веке начал использоваться как оркестровый инструмент.

|group5 = 
|list5 =
- [[[null]]]

}}